# George R. Caron

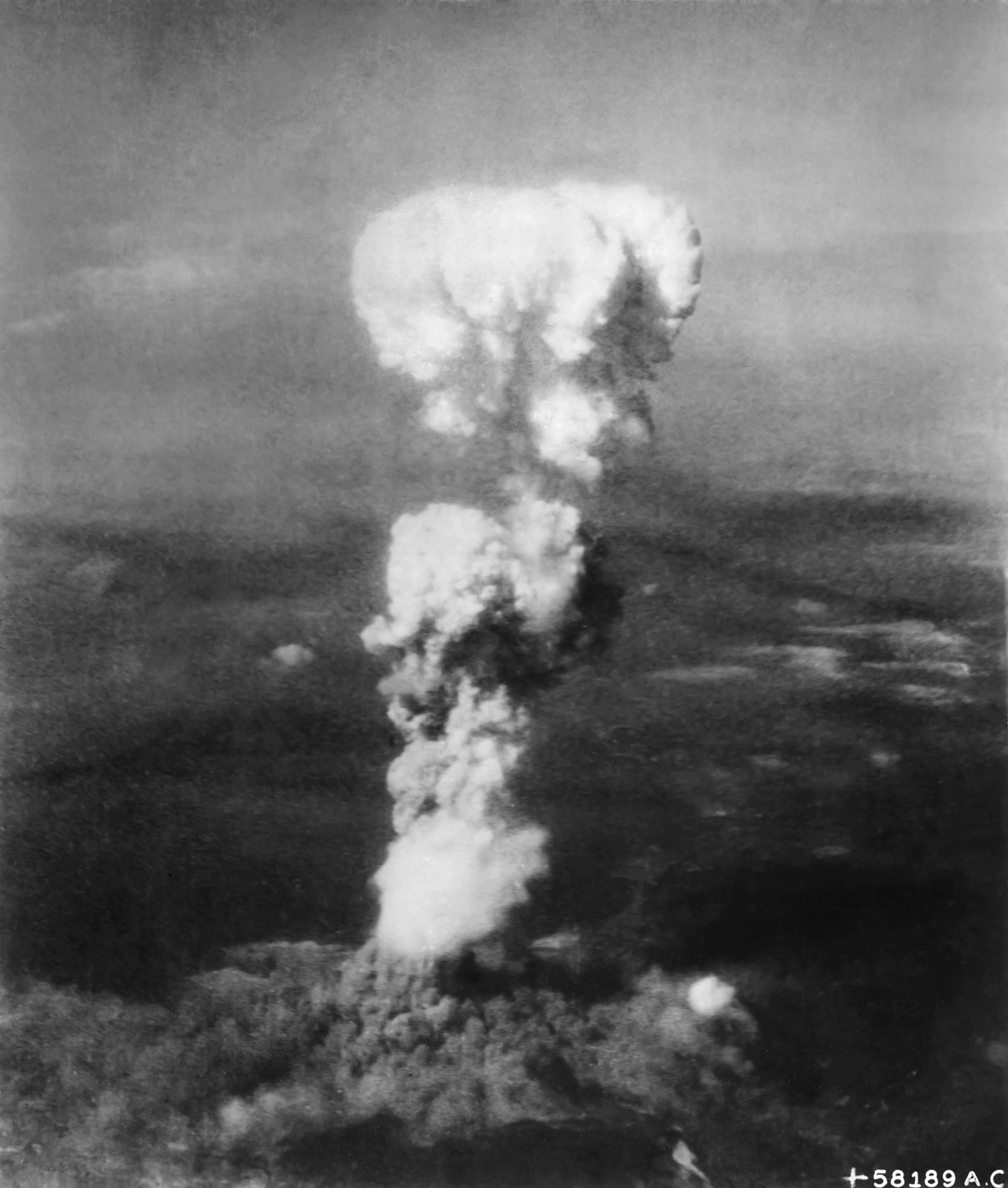
La Nube de hongo sobre Hiroshima después de la caída de "Little Boy" fotografiada por Bob Caron.

George Robert "Bob" Caron (31 de octubre de 1919 - 3 de junio de 1995) era el artillero de cola y el único defensor de los doce tripulantes a bordo del B-29 Enola Gay durante el histórico bombardeo de la ciudad japonesa de Hiroshima el 6 de agosto de 1945. Su visión en la retaguardia del B-29 lo convirtió en el primer hombre en presenciar el cataclismo de la Nube atómica sobre Hiroshima.
Caron era también el único fotógrafo a bordo, y tomó las fotografías de como la nube ascendía. De las cuatro aeronaves del grupo asignado al bombardeo de Hiroshima, la cámara de Caron y la de otros dos capturaron la explosión en foto y película. Inmediatamente antes de la misión, el agente de fotografía del grupo, lugarteniente Jerome Ossip, pidió al Sargento de Personal Caron que llevara una cámara de mano Fairchild K-20. Después de la misión, Ossip reveló los fotogramas de todas las aeronaves, pero encontró que las cámaras fijas habían fallado, no pudiendo grabar nada. La película de otra cámara de mano había sido dañada en el revelado, dejando a las fotografías de Caron como las únicas fotografías oficiales de la explosión. El teniente segundo Russell Gackenback, navegador a bordo del Necessary Evil, tomó dos fotografías de la nube un minuto después de la detonación usando su cámara personal AFGA 620. Otra cámara portátil de película en 16 mm en el The Great Artiste capturó la única filmación en movimiento conocida de la explosión. Las fotografías de Caron fueron impresas en millones de folletos que fueron lanzados sobre Japón al día siguiente.
Caron se graduó del Instituto Técnico de Brooklyn (Brooklyn, Nueva York) en 1938.
En mayo de 1995, publicó el libro Fire of a Thousand Suns; The George R. "Bob" Caron Story, Tail Gunner of the Enola Gay sobre su "testimonio ocular del trascendental acontecimiento cuando el mundo fue catapultado a la Era Atómica, la introducción de la capacidad atómica, el desarrollo técnico del B-29, y los acontecimientos que lo pusieron en la torreta del cañón de cola del Enola Gay."